# サンワード証券
サンワード証券株式会社（サンワードしょうけん、SUNWARD SECURITIES  INC.）は東京都新宿区に本社のある、取引所外国為替証拠金取引（くりっく365）、取引所株価指数証拠金取引（くりっく株365）、商品先物取引業の会社である。

## 概要
1964年7月、「北海道明治物産株式会社」として創業。その後、1975年に「サンワード貿易株式会社」に商号変更した。経済産業省、農林水産省の許可を受けて農産物、原油、ガソリン、灯油、貴金属などの上場商品（商品先物取引）の受託および情報サービス提供などを行っている。当初は主に北海道を中心に展開していたが、2011年に本社を東京に移転し、現在は東京・大阪・札幌の三拠点を中心に展開している。2008年と2010年には主務省から業務停止処分を受けたもののそれを契機に内部管理体制を一新し、2014年9月に関東財務局長の登録を受けて取引所外国為替証拠金取引(くりっく365)の取り扱いを開始して以降は順調に業績を伸ばしている。2020年には総合取引所化の動きに伴った再編の波の中で大阪取引所の取引資格を取得。2021年には東京金融取引所の取引参加者となった。2024年8月1日、「サンワード証券株式会社」に商号変更した。
- 日本商品先物取引協会　会員情報開示
- 一般社団法人日本金融先物取引業協会　会員・特別参加者一覧

## 沿革
- 1963年（昭和39年） - 北海道明治物産として設立
- 1971年（昭和46年） - 許可制移行に伴い北海道穀物商品取引所農産物市場の取引員の許可を受ける
- 1975年（昭和50年） - 商号「サンワード貿易」に変更
- 1986年（昭和61年） - 東京穀物商品取引所農産物市場、東京工業品取引所ゴム市場の許可を受ける
- 1988年（昭和63年） - 東京支社移転拡充
- 1991年（平成03年） - システム売買開始(貴金属取引)
- 1996年（平成08年） - 大阪支店開設
- 1998年（平成10年） - 硬式野球部創部(社会人野球連盟に加盟)
- 1999年（平成11年） - ガソリン・灯油の上場に伴い東京工業品取引所石油市場の許可を受ける。  不動産事業部設置。
- 2000年（平成12年） - 資本金10億円に増資
- 2001年（平成13年） - 本社を自社ビルに移転
- 2002年（平成14年） - 野球部、都市対抗野球大会でベスト8に入る
- 2005年（平成17年） - 野球部を廃部
- 2007年（平成19年） - 東京支社を東京本部に呼称変更
- 2008年（平成20年） - コールセンター取引の取り扱いを開始
- 2010年（平成22年） - オンラインCX取引の取り扱いを開始
- 2011年（平成23年） - 本社東京に移転
- 2013年（平成25年） - オンラインシステムを全面刷新、サンワードCXオンライン開始
- 2014年（平成26年） - 財務省関東財務局長より金融先物取引業の登録を受ける。  取引所為替証拠金取引（くりっく365）の取次業務「サンワードFX」開始
- 2015年（平成27年） - サンワードホールディングス株式会社が全株式を取得
- 2020年（令和02年） - 日本証券業協会に特定業務会員として加入
- 2020年（令和02年） - 大阪取引所の商品先物等取引参加者資格を取得、商品関連市場デリバティブ取引を開始
- 2021年（令和03年） - 東京金融取引所の為替証拠金取引資格及び清算資格を取得。取次者から取引参加者となる。[3]
- 2024年（令和06年） - サンワード証券株式会社に商号変更

## 会員団体
- 日本商品先物取引協会
- 日本商品先物振興協会
- 一般社団法人日本金融先物取引業協会
- 日本証券業協会
- 日本証券クリアリング機構
- 日本商品委託者保護基金

## 加入取引所
- 東京商品取引所
- 堂島取引所
- 大阪取引所
- 東京金融取引所

## スポーツ活動
- サンワード貿易硬式野球部（廃部）

## 講演会
サンワード証券は一般投資家向けに著名人を招いた講演会を積極的に開催している。
- 2017年7月15日、カリスマ主婦トレーダーの鳥居万友美、タレントで元ホストの城咲仁をゲストに招いて、個人投資家向けセミナーを開催した[4]。

- 2018年07月21日、元衆議院議員でタレント、実業家・投資家の杉村太蔵、「株タレント」としても活躍中のグラビアアイドル 杉原杏璃などを招いて「サンワードフェスタ 2018 Summer」を開催した[5]。
- 2019年4月20日、伝説の元証券ディーラーの「ゆうじ。氏」の講演会を開催した[6]。
- 2021年4月21日、8億円稼いだ「元祖ミセスワタナベ」の池辺雪子の講演会を開催した[7]。